# Referéndum constitucional de Haití de 1971
El 30 de enero de 1971 se celebró un referéndum constitucional en Haití. Antes del referéndum, el parlamento haitiano había votado a favor de rebajar el límite de edad para convertirse en presidente de 40 años a 20, con el objetivo de confirmar a Jean-Claude Duvalier, hijo del dictador enfermo François Duvalier (quien tenía 19 años de edad, pero por decreto se estableció que eran 21), como sucesor de su padre. El referéndum le hizo la siguiente pregunta a los haitianos:

El ciudadano Doctor François Duvalier. . . ha elegido al ciudadano Jean-Claude Duvalier para sucederlo a la Presidencia Vitalicia de la República. ¿Responde esta elección a sus aspiraciones y sus deseos? ¿Lo ratifica?

Se informó que el proyecto fue aprobado por el 100% de los votantes, sin que votos en contra fuesen reconocidos oficialmente.

## Resultados
| Opción                | Votos     | %   |
| --------------------- | --------- | --- |
| A favor               | 2,239,917 | 100 |
| En contra             | 0         | 0.0 |
| Votos nulos/en blanco |           | -   |
| Total                 | 2,239,917 | 100 |
| Fuente: Nohlen        |           |     |